# Worden (Montana)
Worden es un lugar designado por el censo ubicado en el condado de Yellowstone en el estado estadounidense de Montana. En el Censo de 2010 tenía una población de 577 habitantes y una densidad poblacional de 112,74 personas por km².

## Geografía
Worden se encuentra ubicado en las coordenadas 45°57′44″N 108°9′44″O / 45.96222, -108.16222. Según la Oficina del Censo de los Estados Unidos, Worden tiene una superficie total de 5.12 km², de la cual 5.12 km² corresponden a tierra firme y (0%) 0 km² es agua.

## Demografía
Según el censo de 2010, había 577 personas residiendo en Worden. La densidad de población era de 112,74 hab./km². De los 577 habitantes, Worden estaba compuesto por el 95.84% blancos, el 0.35% eran afroamericanos, el 2.6% eran amerindios, el 0.35% eran asiáticos, el 0% eran isleños del Pacífico, el 0% eran de otras razas y el 0.87% pertenecían a dos o más razas. Del total de la población el 3.81% eran hispanos o latinos de cualquier raza.